# ミルベンケーゼ

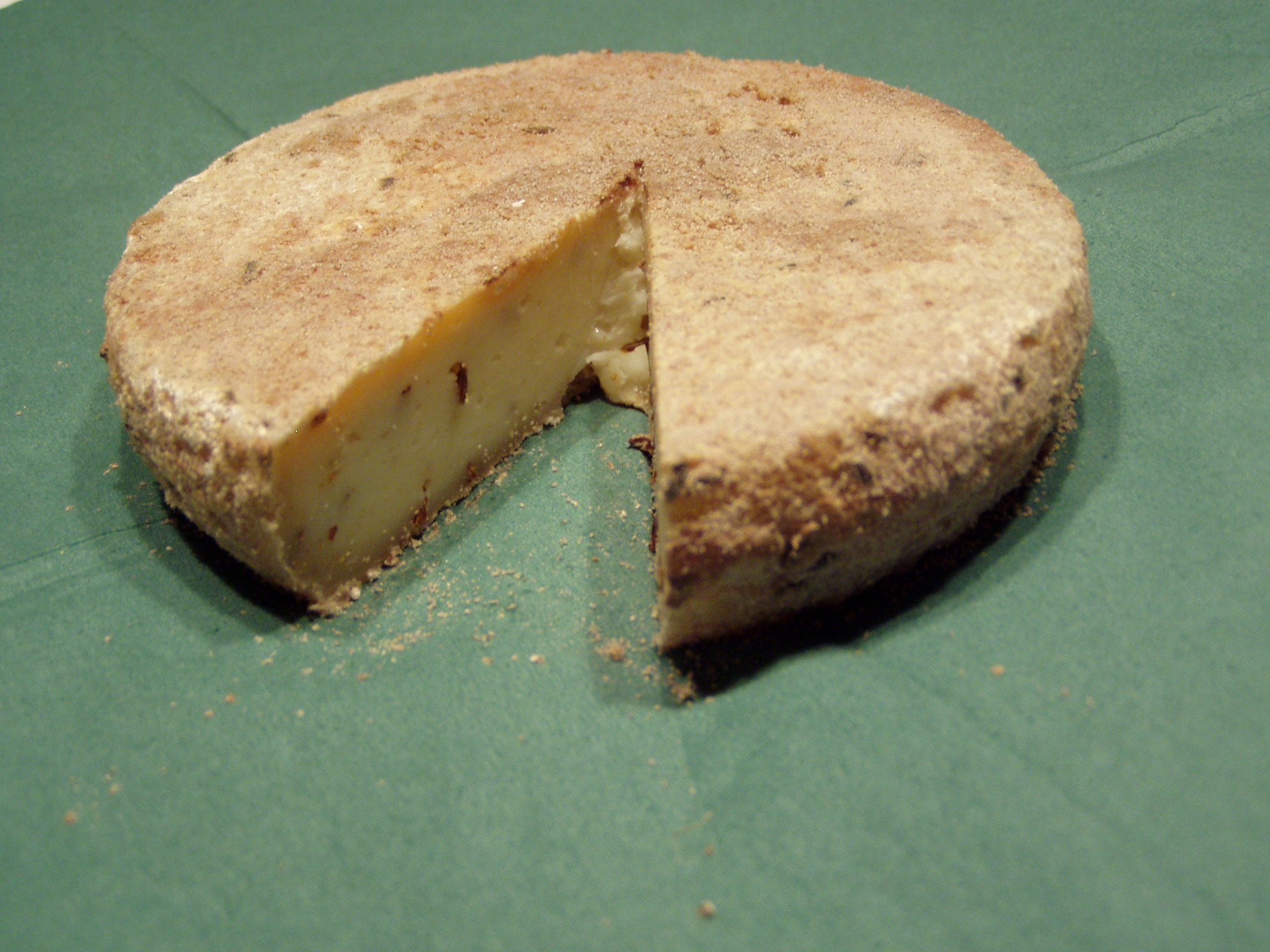
熟成途中のミルベンケーゼ

ミルベンケーゼ（ドイツ語: Milbenkäse, 「ダニチーズ」の意）は、ドイツ特産のダニ入りチーズである。現在では、ザクセン＝アンハルト州のヴュルヒヴィッツ村だけで生産されている。この地方の方言ではメルンカーゼ (Mellnkase) と呼ばれる。

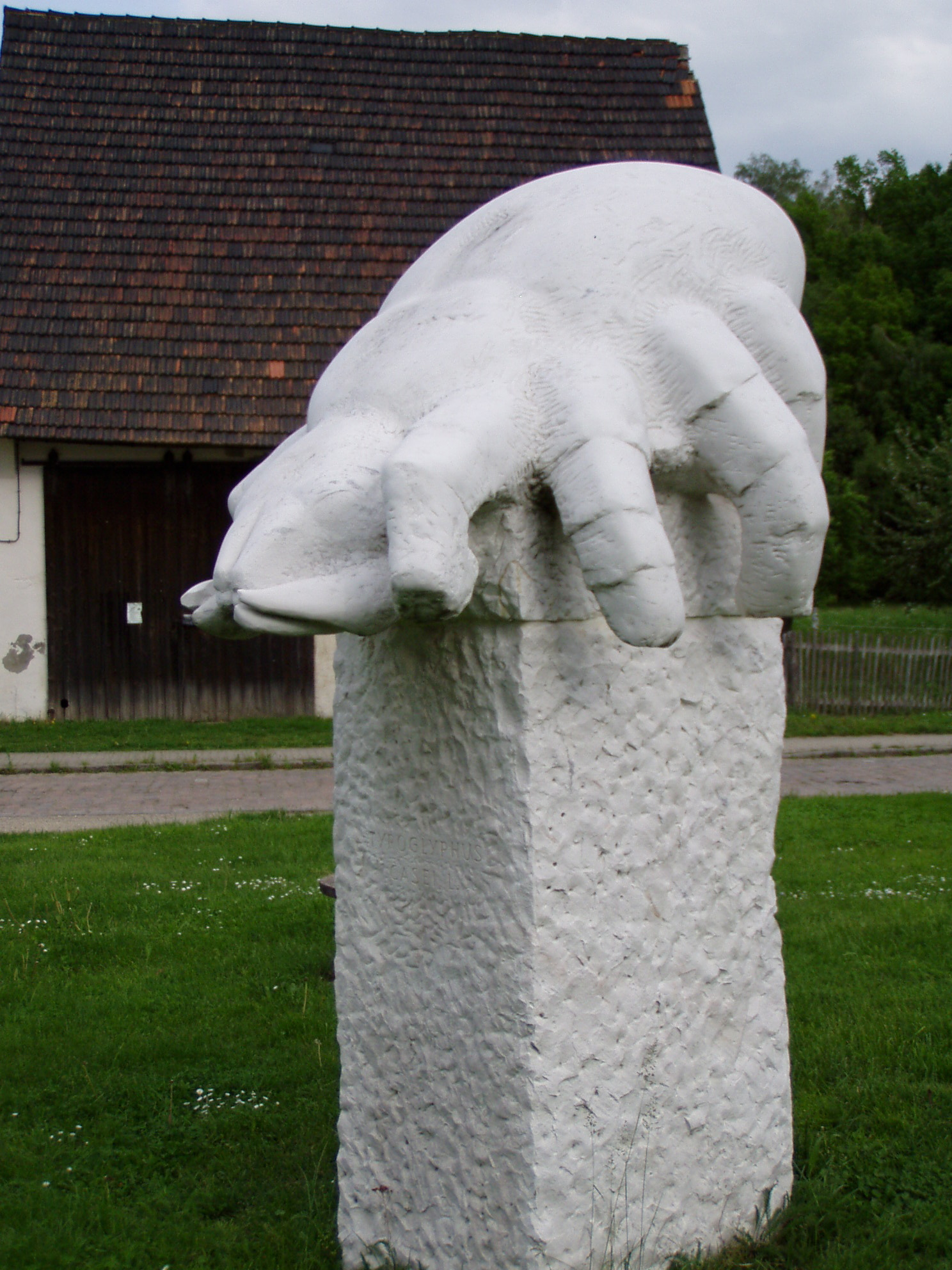
ヴュルヒヴィッツ村のダニチーズの記念碑

このチーズの伝統は中世初期までに遡るが、1970年ごろにはすでに老齢のリースベト・ブラウアー (Liesbeth Brauer) ひとりがその製法を知るのみで、ほとんど失われかけていた。この地域の科学教師ヘルムート・ペッシェル (Helmut Pöschel) は、彼女から正しい作り方を習い、仲間のクリスティアン・シュメルツァー (Christian Schmelzer) と共にこのチーズの伝統を蘇らせ、製造販売を開始した。
ヴュルヒヴィッツにはミルベンケーゼ生産の再生を祝う記念碑が建てられているが、この碑の背面は空洞で、通行人や観光客が食べられるようにここに定期的にミルベンケーゼが補充されている。

## 製法

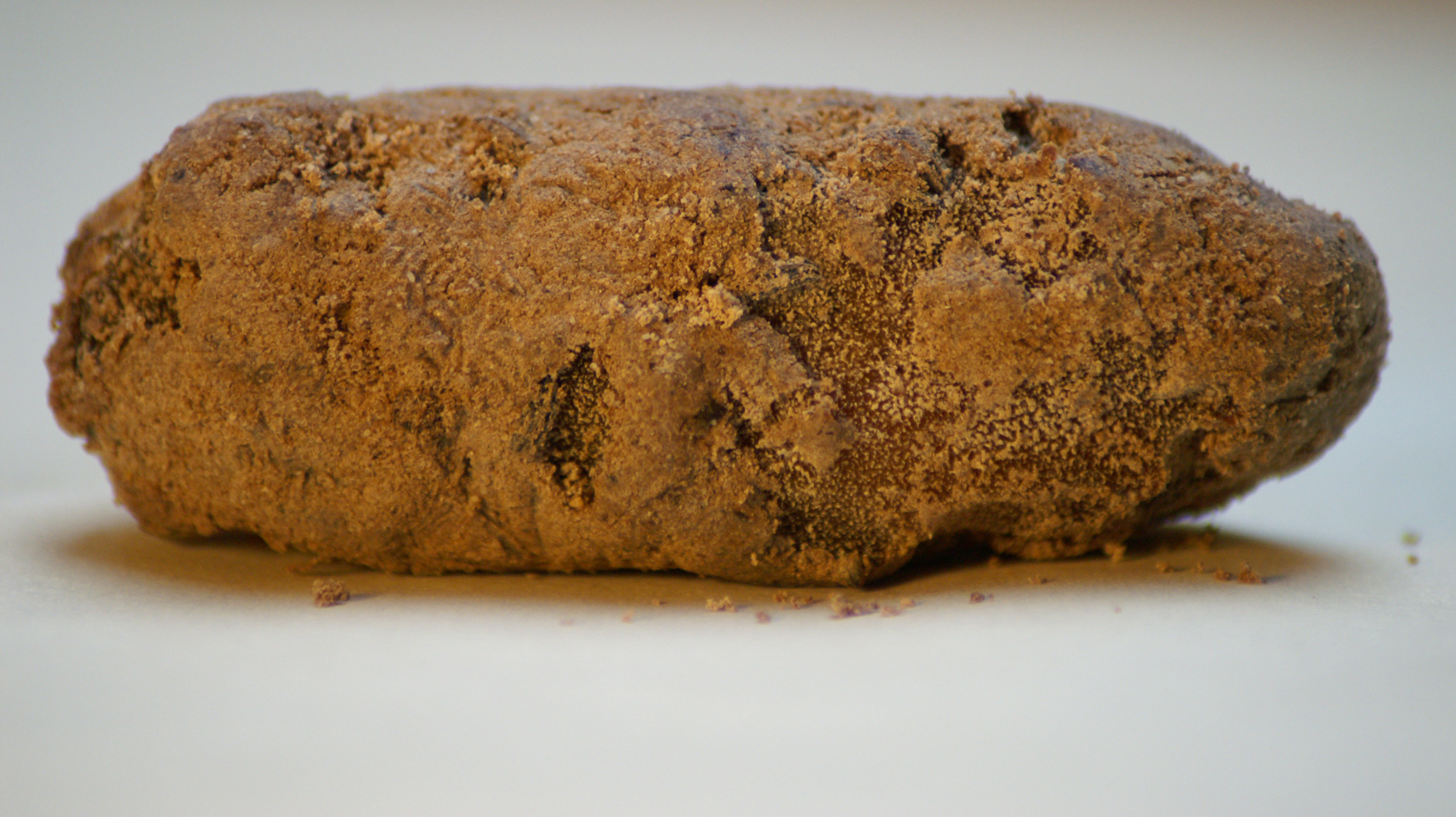
円柱状のミルベンケーゼ

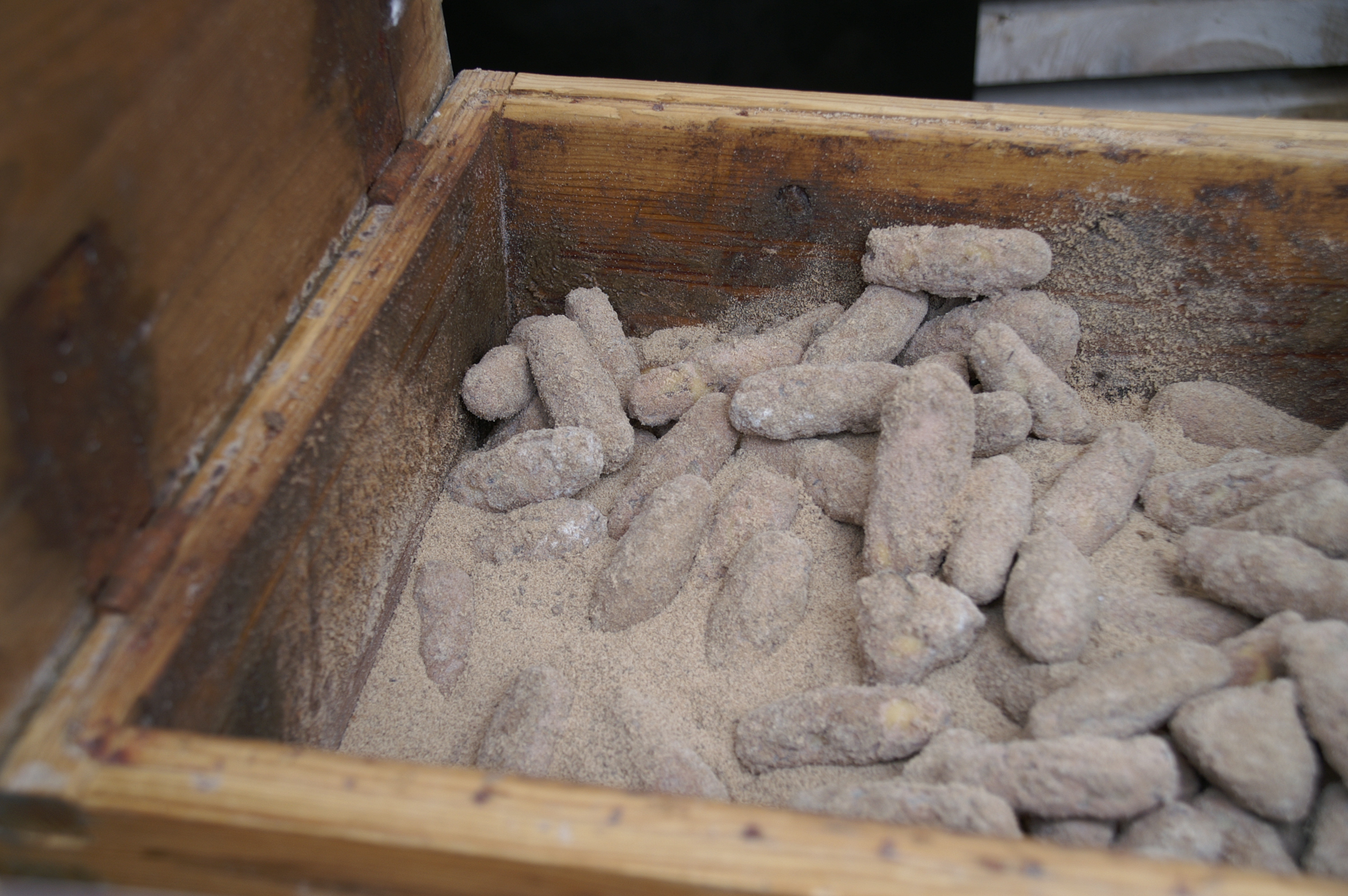
チーズの入った熟成用木箱

脂肪分が少ないクワルク（熟成させないフレッシュチーズの一種）を脱水して数日間乾燥させ、塩とキャラウェイで風味を付け、小さなボールまたは円柱の形に成形する。前者の場合には、中にニワトコ属の植物の花を入れ、花の柄を外に出してセイヨウナシのような形状とするが、これはダニをクワルクの内部へ万遍なく入り込ませるための工夫である。成形したクワルクを乾燥させてからライ麦粉の入った木製の箱に入れ、最低1か月から3か月間チーズコナダニ (Tyroglyphus casei) に住まわせるようにする。ダニの消化管液がチーズ全体に広がり、液の成分である酵素が発酵を促進させる。ダニの好物であるライ麦粉を加える理由は、ダニが好き放題に丸ごとチーズを食べてしまうことを避け、少しずつかじっていくように調節するためである。1か月後にチーズの外皮は黄色くなり、3か月後には赤茶色になる。チーズが黒くなるまで、1年ほど寝かす生産者もいる。
完成したミルベンケーゼは日持ちが良く、数年以上の保存に耐える。味はハルツァー（ドイツ・ハルツ山地の酸乳チーズ）に近いといわれているが、やや苦味があり（年月と共に増す）、独特の風味の後味がある。香りにはアンモニアに似た臭気が含まれる。外皮についているダニもそのまま一緒に食される。

## 衛生と健康
ミルベンケーゼの販売は、法的にはグレーゾーンにある。EUの規則 (EC Reg. 178/2002 Article 2(b)) は、「食用品市場に置かれる準備が整っている」場合に、動物が生息している食料品の販売を認めている。一方で、ドイツの食品添加物認可令とチーズ令（Zusatzstoff-Zulassungsverordnung および Käseverordnung）は、チーズコナダニとその消化管液を、チーズの添加物としてはっきりとは認めていない。ミルベンケーゼはこの地方の食品衛生局の許可を得て生産されており、この製品のHACCPが施行されている。
ミルベンケーゼは消化に良いと言われており、またチリダニによるハウスダストアレルギーをやわらげるとも言われているが、（この食品の珍しさやデータの少なさゆえに）いまだ充分な研究がなされていない。

## 同種のチーズ
チーズを熟成させるためにダニを使うことは、他所でも見られる。最も知られているものとしては、フランス北東部やベルギーのミモレットが挙げられる。
スペイン・アストゥリアス地方のカブラレスもダニ入りのチーズという噂があるが、これは誤りである。
他に生物の棲みついているチーズとしては、イタリア・サルデーニャ地方の蛆入りチーズ、カース・マルツゥがある。こちらは主に衛生面から来る危険性を唱えられており、イタリア自体もこれを「腐敗した食品」と見なして違法と定めているため、販売も厳しく取り締まっている。生産地のサルデーニャ地方でさえ厳しくはないものの、それでも闇市でしか入手できないほどだという。